# Frans van Oudendorp
Frans van Oudendorp est un philologue, né à Leyde le 31 juillet 1696 et mort le 14 février 1761. 

## Biographie
Il se forma sous J. Gronovius et P. Burmann. Il fut successivement recteur des écoles de Nimègue (1724) et de Harlem (1726), et fut nommé en 1740 professeur d'éloquence et d'histoire à Leyde. 
On lui doit des éditions estimées de Julius Obsequens, Leyde, 1720; Lucain, 1728; Frontin, 1731 ; César, 1737; Suétone, 1751, et des Leçons sur les Lettres de Cicéron, publié seulement en 1834.

## Source
Cet article comprend des extraits du Dictionnaire Bouillet. Il est possible de supprimer cette indication, si le texte reflète le savoir actuel sur ce thème, si les sources sont citées, s'il satisfait aux exigences linguistiques actuelles et s'il ne contient pas de propos qui vont à l'encontre des règles de neutralité de Wikipédia.